# John Tropea

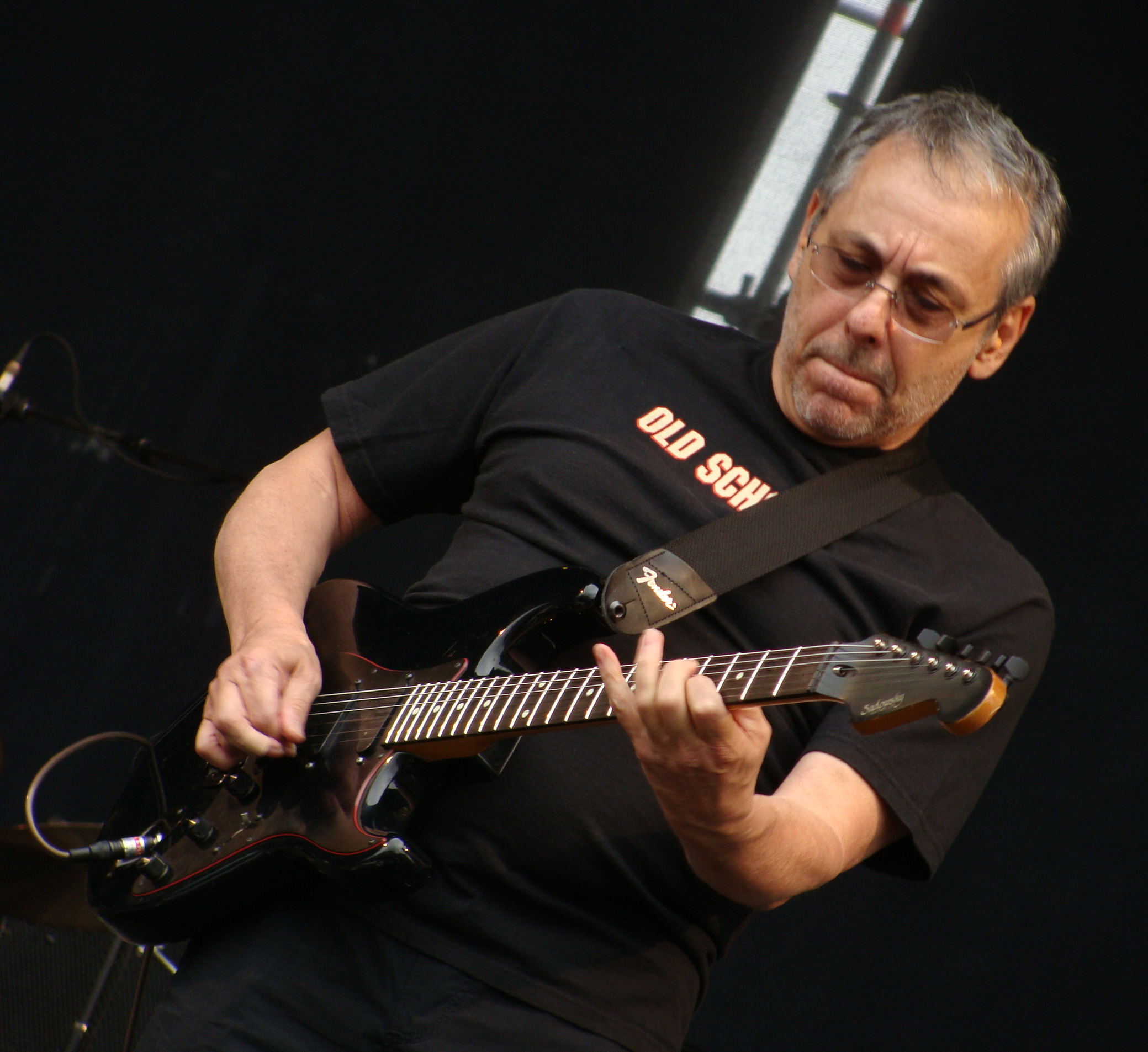
John Tropea, 2008

John Tropea (* 7. Januar 1946 in New York City) ist ein Gitarrist des  Fusion Jazz und Musikproduzent, der auch als Studiomusiker hervorgetreten ist. 

## Künstlerische Laufbahn
Tropea spielt seit dem zwölften Lebensjahr Gitarre. Nach dem Studium am Berklee College of Music kehrte er 1967 in seine Heimatstadt zurück. Er tourte mit Eumir Deodato und ist auf dessen Hitalbum Prelude sowie den folgenden Einspielungen zu hören. 1974 spielte er auf Van Morrisons Album Veedon Fleece.  1975 veröffentlichte er sein erstes  Soloalbum Tropea, dem weitere eigene Alben folgten. Er arbeitete mit Musikern wie Warren Bernhardt, David Sanborn, Randy Brecker, Michael Brecker, Steve Gadd, Anthony Jackson, Ralph MacDonald, Don Grolnick sowie Richard Tee und gehörte auch zu späteren Besetzungen der Blues Brothers. Weiterhin war er mit Laura Nyro, Harry Chapin (Cat’s in the Cradle), Paul Simon (50 Ways to Leave Your Lover), Eric Clapton (Journey Man), Spyro Gyra (Morning Dance) oder Dr. John im Studio. Auch hat er Produktionen für das Fernsehen und die Werbung gemacht.

## Diskographische Hinweise
- Tropea – Marlin, Video Arts Music (1975)
- Short Trip to Space – Marlin, Videoarts Music (1977)
- To Touch You Again – Marlin, Videoarts Music (1979)
- Live at Mikell’s – Videoarts Music (1982)
- NY Cats Direct – DMP (1986)
- A Simple Way to Say I Love You – Digital Dimension (1997)
- Something Old, New, Borrowed and Blues – Videoarts Music (1999)
- Standard Influence – Videoarts Music (2003)
- Standard Influence II: Rock Candy – Videoarts Music (2005)
- Take Me Back to the Ol’ School – STP Records (2007)
- Livin’ in the Jungle (Compilation) – Funk’n Soul ’70 (2011)